# École des hautes études en sciences sociales
L'École des hautes études en sciences sociales (EHESS) (in italiano: Scuola di studi superiori in scienze sociali) è un grand établissement francese di studi superiori con sede a Parigi. Fondata nel 1947 come sesta sezione dell'École pratique des hautes études, la EHESS possiede personalità giuridica propria dal 25 gennaio 1975, acquisita su iniziativa di Jacques Le Goff, che ne era divenuto presidente nel 1972.
Dai primi anni '70, la sua ubicazione è al n. 54 di boulevard Raspail, nel quartiere di Saint-Germain-des-Prés, stabile condiviso con la sede della Maison des sciences de l'homme fondata da Fernand Braudel.
Come istituzione didattica e di ricerca nel campo delle scienze sociali, la EHESS è una scuola "prestigiosa", la cui esistenza è strettamente associata a "tutti i grandi nomi dell'antropologia, delle scienze sociali e della teoria francese".

## Attività di insegnamento e ricerca
Si occupa della ricerca e della formazione di ricercatori in antropologia, archeologia, demografia, diritto, economia, filologia, filosofia, geografia, psicologia, sociologia, storia, matematica ecc.
In ambito antropologico, ad esempio, il suo nome è legato a quello di studiosi come Claude Lévi-Strauss, fondatore del Laboratoire d'anthropologie sociale (LAS), Michel Foucault, Pierre Bourdieu, Jacques Derrida.
Nel campo degli studi storici, il nome della scuola è legata all'elaborazione dell'approccio storiografico legato alla nouvelle histoire, corrente di ricerca promossa da Jacques Le Goff e Pierre Nora, incentrata sullo studio delle mentalità.

## Organizzazione
La scuola ha quattro sedi regionali: Parigi, Lione, Marsiglia, Tolosa, e 81 centri di ricerca.
Attuale directeur d'études presso la sede di Parigi è Carlo Severi.